# Mazda 323 4WD
La Mazda 323 4WD (Groupe A) est un modèle pour compétition automobile de rallyes produit de 1986 à 1990 en série limitée, avec un moteur de 1,6 litre turbo à 16 soupapes et une transmission intégrale (4 roues motrices). 

## Histoire
Issue de la troisième génération de 323 (la BF), elle succède en course à la RX-7 (3e à l'Acropole en 1985 avec Ingvar Carlsson, et championne d'Australie 1986 avec Neil Alport) au plus haut niveau. La GTX prendra elle-même pleinement son relais ensuite en 1991 (2e titre australien de N. Alport en 1992).
Elle fait son apparition au Rallye Monte-Carlo en 1986 (sous le nom de "Familia 4WD" durant la saison), engagée par le Mazda Rally Team Europe avec alors Carlsson et Achim Warmbold (associé à "Biche" au Monte-Carlo, et qui arrête sa carrière en 1987).
La conduisent  en championnat du monde des rallyes notamment Timo Salonen (à partir de 1987), Hannu Mikkola (à partir de 1988), Carlsson (qui évolue en fait durant près d'une dizaine d'années sur des véhicules de la marque), Warmbold (présent depuis 1982 sur Mazda), Mikael Sundström (fidèle à la marque de 1987 à 1991), et Rod Millen pour les étapes océaniques ainsi que l'Olympus Rally (étant aussi résident américain et sur Mazda entre 1986 et 1992, date à laquelle il cesse sa propre carrière), ainsi que durant cette période Pascal Gaban et Grégoire De Mévius (équipes Fina, puis Mazda Italie et Belgique) en 1988 en P-WRC (en version GTX 4WD cette fois).
La voiture reprend la carrosserie deux volumes de la Mazda 323 trois portes classique, la marque nipponne cherchant alors à parfaire son implantation en scandinavie, et en Océanie.

## Palmarès
- Championne du monde des rallyes du Groupe N (P-WRC), en 1988 (pilotée par le belge Pascal Gaban) (suivront la GTX en 1991 avec Grégoire De Mévius, et la GTR en 1993 avec Alessandro Fassina);
- Championne des États-Unis des rallyes SCCA ProRally, en 1988 et 1989 (Rod Millen);
- Coupe d'Amérique du Nord des rallyes, 1989 (Rod Millen);
- Championne de Finlande du (grand) Groupe A, en 1987, 1988 et 1989 (Mikael Sundström);
- Championne d'Australie, en 1988 (Murray Coote);
  - Vice-championne du monde des rallyes du Groupe N (P-WRC), en 1989 (Grégoire de Mévius, déjà 4e en 1988);
  - Troisième du Championnat du monde des rallyes constructeurs, en 1989 (équipe Salonen, Carlsson, Mikkola, Sundström, Millen, Thorbjörn Edling (pilote régional scandinave exclusivement sur Mazda 323 4WD de 1984 à 1989), et le néo-zélandais Ray Wilson).

## 3 victoires en WRC
(et six secondes places)
- 1987: Rallye de Suède, avec Timo Salonen (copilote Seppo Harjanne);
- 1989: Rallye de Suède, avec Ingvar Carlsson (copilote Per Carlsson);
- 1989: Rallye de Nouvelle-Zélande, avec Ingvar Carlsson (copilote Per Carlsson, tous deux alors engagés par le Mazda Rally Team of Belgium);
  - (2e des rallyes de Côte d'Ivoire, de Nouvelle-Zélande et de Grande-Bretagne en 1988, du rallye de Finlande en 1989, puis du rallye de Nouvelle-Zélande en 1989 et 1990)

## 5 victoires en P-WRC
- 1988: Rallye de l'Acropole;
- 1988: Rallye de Côte d'Ivoire;
- 1988 et 1989: RAC Rally;
- 1989: Rallye du Portugal;
  - (2e du rallye du Portugal en 1988, puis du Monte-Carlo et du SanRemo en 1989)

(nb: la voiture remporte aussi la Coupe des Dames du Rallye Monte-Carlo 1991 avec la finlandaise Minna Sillankorva, 7 ans après sa première victoire de 1984 sur la version 323 Turbo)

## Victoire en APRC
- 1988: Rallye d'Australie;
  - (2e du rallye de Malaisie en 1990)

## 7 victoires en ERC
- 1987 et 1991: Rallye Arctique;
- 1987: Rallye du Sud de la Suède;
- 1987: Rallye Hunsrück;
- 1989 et 1990: Rallye Hanki;
- 1990: Rallye de Tchéquie.

(2e du Condroz et de l'ARBÖ 1987, du Sud de la Suède 1988, du Hanki 1988, de l'Arctique 1989, du Semperit 1989, de l'hivernal de Saxe en 1990, et de Tchéquie en 1991)